# Arde Bogotá
Arde Bogotá és un grup musical de rock alternatiu espanyol format a Cartagena, Múrcia, el 2017. Està format per Antonio García, Dani Sánchez, Pepe Esteban i José Ángel Mercader.
La seva música ha estat definida com d'una acurada producció i potents intensitats sonores, amb unes lletres sovint incisives i d'una gran càrrega de força i sentiment. Entre les seves influències se solen destacar bandes com Arctic Monkeys, Foo Fighters o Héroes del Silencio. Els seus directes s'han consolidat com un aspecte fonamental en el progrés de la banda.
El seu segon àlbum d'estudi, Cowboys de la A3, publicat el 2023, va entrar directament al núm. 3 de les llistes de vendes a Espanya. Aquest mateix any van ser nominats a dos premis als Grammy Llatins 2023, en les categories de Millor Àlbum de Rock i Millor Cançó de Rock.